# حمیدرضا باقری درمنی
حمیدرضا باقری درمنی فرزند محمد باقر و متولد ۱۳۴۸ (درگذشت: ۱ دی ۱۳۹۷، تهران) یک تاجر ایرانی معروف به سلطان قیر بود که در بامداد شنبه ۱ دی ۱۳۹۷ به اتهام کلاهبرداری و افساد فی الارض اعدام شد. او در شعبه ۱۵ دادگاه انقلاب اسلامی تهران مورد محاکمه قرار گرفت و سرانجام در همین دادگاه به اتهام «افساد فی الارض از طریق کلاهبرداری» به مجازات مرگ و مصادره اموالش محکوم شد. باقری پس از صدور این حکم نسبت به آن در دیوان عالی کشور اعتراض کرد، اما اعتراض او مورد قبول واقع نشد و دیوان عالی با حکم اعدام او موافقت کرد.
باقری درمنی از بدهکاران بزرگ بانکی بود. اگرچه او به سلطان قیر مشهور شد، اما تنها یکی از اتهامات او به معامله قیر مرتبط است. رسیدگی به پرونده اتهامات اقتصادی او با وجود ۳۳ متهم دیگر چهار سال طول کشید. یکی دیگر از این متهمان برادر او بود. به‌گفته قاضی این پرونده قاضی صلواتی، تعدادی از کارشناسان رسمی دادگستری ایران، سردفتران و کارمندان بانک ملی ایران هم در میان متهمان هستند. با این حال شماری از متهمان این پرونده از مهلکه گریخته‌اند.

## واکنش‌ها
برخی حقوقدان‌ها به نحوه رسیدگی به پرونده متهمانی همچون حمیدرضا باقری درمنی معترض شدند. این افراد توسط قوه قضائیه ایران «اخلال‌گران اقتصادی» نام گرفتند. به باور این حقوقدان‌ها، تشکیل این نوع دادگاه‌ها مغایر با آیین دادرسی کیفری است. علاوه بر آن‌ها، شماری از فعالان حقوق بشر نسبت به زیرپا گذاشتن تشریفات قانونی در این نوع دادگاه‌ها ابراز نگرانی کرده‌اند. برخی از فعالان حقوق بشر و منتقدان حکومت جمهوری اسلامی نیز از این قبیل اعدام‌ها انتقاد کردند.